# Xbox Series X y Series S
Las Xbox Series X y  Xbox Series S (colectivamente, Xbox Series X|S), son una línea de videoconsolas de sobremesa desarrolladas por Microsoft y la cuarta generación de la familia de consolas Xbox. La familia de consolas, conocida colectivamente como "Project Scarlett" y revelada por primera vez en el E3 2019, incluye la Xbox Series X de gama alta, revelada en The Game Awards 2019 y cuyo nombre en código es "Project Anaconda", y la Xbox Series S de menor costo, anunciada en septiembre de 2020 y cuyo nombre en código es "Project Lockhart". Ambas consolas se lanzaron el 10 de noviembre de 2020 y compiten actualmente con la PlayStation 5 de Sony, lanzada el mismo mes, y ambas son parte de la novena generación de consolas de videojuegos.
Ambas consolas suceden a la Xbox One, reemplazando a los modelos insignia Xbox One X y Xbox One S de menor costo, respectivamente. Microsoft está priorizando el rendimiento del hardware, incluida la compatibilidad con resoluciones de pantalla más altas (resolución de hasta 8K) y velocidades de cuadro, trazado de rayos en tiempo real y uso de unidades de estado sólido de alta velocidad para reducir los tiempos de carga en la Xbox Series X. Xbox Series S usa la misma CPU, pero tiene una GPU, memoria y almacenamiento interno reducidos, también carece de unidad óptica.
Microsoft está promoviendo un enfoque centrado en el jugador para su nuevo hardware, que incluye actualizaciones gratuitas de versiones mejoradas de los juegos de Xbox One a través de su iniciativa "Smart Delivery", juegos optimizados para el hardware de la Series X y compatibilidad con versiones anteriores de juegos, controladores y accesorios de Xbox. La consola aprovecha su servicio de suscripción de juegos Xbox Game Pass, así como los juegos remotos en la nube en dispositivos móviles a través de su plataforma de juegos en la nube xCloud. Asimismo, Microsoft registró recientemente una nueva variante de la consola, llamada "XS", que está por definirse algunos detalles de la misma.

## Historia
Durante el E3 de 2019, Microsoft presentó el nombre código de la consola "Project Scarlett" y características sobre la potencia.
Fue anunciada de manera oficial el 12 de diciembre de 2019 durante The Game Awards 2019 en donde se presentaron gran parte de sus características del procesador y la máxima resolución compatible que sería de 8K, también se presentó su forma física y el nombre oficial de la consola.
En enero de 2020, Microsoft confirmó que el eslogan de la consola será "Power your dreams"
Microsoft emitió un inside Xbox durante el 7 de mayo, en donde se presentaron y se mostraron Gameplays de algunos videojuegos en desarrollo, algunos de ellos fueron DiRT 5, The Medium, Bright Memory, Assassin's Creed: Valhalla, Scorn, entre otros.

## Características principales
Microsoft declaró que Xbox Series X sería cuatro veces más potente que Xbox One X; Microsoft también ha promovido el "modo automático de baja latencia" y la "entrada de latencia dinámica" para mejorar la capacidad de respuesta. Algunas de sus características incluyen la incorporación de una CPU de 8 núcleos y 16 hilos de ejecución a 3,8 GHz de la arquitectura Zen 2 de AMD y una GPU de 52 unidades de cómputo de la arquitectura de gráficos RDNA 2, que ofrece hasta 12 teraflops de potencia. También incorpora una unidad de estado sólido de 1 Terabyte de diseño personalizado, 16 GB GDDR6 SDRAM y soporte para trazado de rayos (Ray Tracing) en tiempo real, procesamiento de hasta 120 cuadros por segundo y resolución 8K. También tendrá incluida una SSD combinada con un software optimizado para esta consola, que permitirá reducir considerablemente los tiempos de carga y de cambio de juego, según un test hecho por Microsoft el tiempo que la consola cambiaba de juego era de solamente 1,8 segundos, algo que se diferencia mucho de la Xbox One que tardaba hasta 12 segundos, aunque puede variar dependiendo del juego en cuestión.
Xbox Series X incluirá Directx 12 Ultimate, que será una versión bastante mejorada permitiendo más mejoras gráficas y un mejor soporte al Trazado de rayos, aumentando su rendimiento y optimización a la hora de programar y ejecutar los juegos. Este mismo soporta Mesh Shading que optimizará el renderizado de objetos dando más prioridad a los que son vistos por el jugador (Ejemplo, en los Shooters en primera persona los objetos que estén cerca del centro serán priorizados)

## Diseño
El diseño de la Xbox Series X tiene una forma similar a una "torre", diseñado para posicionarse vertical u horizontalmente, a diferencia de la Xbox One. La consola incluirá una versión actualizada del mando de Xbox One, agregando una cruceta circular cóncava similar al mando Elite y un botón "Compartir". Así mismo se confirmó que todos los accesorios de Xbox One serán totalmente compatibles con la Series X.
La forma de la consola está diseñada para ser discreta y simple. Tiene aproximadamente 15 cm de ancho y profundidad, y 30 cm de alto; a pesar de que la consola está diseñada con una orientación vertical, también se puede usar de lado. Las características incluidas en el frente de la consola son únicamente el botón de encendido principal y la ranura para medios ópticos. La parte superior de la consola es un único ventilador potente. Phil Spencer mencionó que la Xbox Series X era tan silenciosa como la Xbox One X.
El sistema de enfriamiento de la Xbox Series X está hecho con cámaras de vapor que enfrían los componentes a medida que el aire va pasando por sus rejillas gracias al ventilador en la zona de abajo, el aire va absorbiéndose desde abajo y va saliendo desde arriba permitiendo un mejor flujo de aire. Cabe destacar que su ventilador tiene varias aperturas por los costados, para evitar el sobrecalentamiento en caso de que el usuario coloque un objeto encima de la salida de aire.
En su contraparte más pequeña, la Xbox Series S tiene forma rectangular, o de torre muchísimo más estrecha y pequeña que la Xbox Series X, con solamente 6.5 cm de grosor x 15.1 cm de ancho x 27.5 cm de altura, siendo significativamente más compacta y ligera que la Xbox Series X, pesando solamente 1.9 kilogramos, que es adecuado para transportar.
En esta ocasión la refrigeración es constituida por un ventilador que absorbe aire desde los costados de la consola, una pequeña rejilla en la parte de abajo de la consola y una rejilla muy pequeña para la refrigeración de la tarjeta expansora de almacenamiento, que, con uso de un disipador de cobre que hace contacto con el procesador que expulsa el aire hacia arriba, siendo el ventilador muy silencioso a la hora de funcionar.
En este caso el ventilador no tiene algún espacio por donde expulsar el aire caliente de la consola si se le coloca un obstáculo encima.
En la parte frontal nos encontramos el botón de encendido, el botón para vincular y el USB 3.0

## Retrocompatibilidad
Microsoft declaró que Xbox Series X/S sería compatible con títulos existentes de Xbox One, así como la selección de títulos de Xbox y Xbox 360 que se habían hecho compatibles retroactivamente con Xbox One; Para cumplir con este objetivo, Microsoft también afirmó que estaba deteniendo cualquier adición de nuevos títulos al programa de compatibilidad con versiones anteriores en Xbox One para centrarse en la compatibilidad con versiones anteriores de la nueva consola.

## Videojuegos
Durante el E3 de 2019, se presentaron algunos videojuegos, algunos fueron Watch Dogs: Legion , Cyberpunk 2077 o Gods and Monsters, uno de los principales videojuegos revelados fue Halo Infinite , desarrollado por 343 Industries. Durante 2019 y principios de 2020 se presentaron algunos videojuegos más o más características de ellos, como la presentación de un gameplay de Cyberpunk 2077.
El 7 de mayo, Microsoft trasmitió en vivo un Inside Xbox en donde se revelaron videojuegos como DiRT 5  y Assassin's Creed: Valhalla.
El 23 de julio, Microsoft realizó un Xbox Showcase donde reveló nuevos juegos que estarán disponibles en Series X y Series S entre los videojuegos que anunciaron fueron: Halo Infinite, un nuevo Forza Motorsport, State of Decay 3, Avowed de Obsidian Entertainment, S.T.A.L.K.E.R. 2, The Medium, un nuevo Fable, Warhammer 40,000: Darktide, Tetris Effect Connected, The Gunk, Crossfire X, entre otros.